# Pepliphorus nemophilina
Pepliphorus nemophilina is een vlinder uit de familie van de Lycaenidae.